# Septfontaines (Doubs)
Septfontaines ist eine französische Gemeinde mit 383 Einwohnern (Stand: 1. Januar 2022) im Département Doubs in der Region Bourgogne-Franche-Comté.

## Geographie
Septfontaines liegt auf 766 m über dem Meeresspiegel, etwa 16 Kilometer nordwestlich der Stadt Pontarlier (Luftlinie). Das Dorf erstreckt sich im Jura, auf einer kleinen Anhöhe inmitten des weiten Hochplateaus von Levier, das zum zweiten Plateau des Juras gehört.
Die Fläche des 18,37 km² großen Gemeindegebiets umfasst einen Abschnitt des französischen Juras. Das gesamte Gebiet wird vom Hochplateau von Levier eingenommen, das durchschnittlich auf 730 m liegt und eine Breite von rund fünf Kilometer aufweist. Es ist überwiegend von Wiesland bedeckt, zeigt aber auch einige Waldflächen. Das Plateau besitzt keine oberirdischen Fließgewässer, weil das Niederschlagswasser im verkarsteten Untergrund versickert. Inmitten dieser Hochfläche befindet sich die Anhöhe von Septfontaines, auf der mit 810 m die höchste Erhebung der Gemeinde erreicht wird. Südlich davon liegt die Senke der Combe de la Chaux. Die südliche Grenze liegt im Waldgebiet des Bois du Pessoul, während der Gemeindeboden im Westen bis in die Forêt de la Joux reicht. Im Norden bildet der Hangfuß der Antiklinale von Malvaux die Abgrenzung.
Nachbargemeinden von Septfontaines sind Amathay-Vésigneux im Norden, Évillers und Val-d’Usiers im Osten, Chapelle-d’Huin im Süden sowie Levier im Westen.

## Geschichte
Im Mittelalter gehörte Septfontaines zu den Herrschaften Châteauvieux und Montmahoux, die unter der Oberhoheit der Herren von Chalon standen. Zusammen mit der Franche-Comté gelangte das Dorf mit dem Frieden von Nimwegen 1678 an Frankreich. Seit 2002 ist Septfontaines Mitglied des elf Ortschaften umfassenden Gemeindeverbandes Communauté de communes Altitude 800.

## Sehenswürdigkeiten
Die Pfarrkirche Saint-Nicolas geht ursprünglich auf das 12. Jahrhundert zurück, wurde aber Ende des 15. Jahrhunderts im gotischen Stil weitgehend neu erbaut. Sie besitzt gotische Seitenkapellen und eine bemerkenswerte Ausstattung.

## Bevölkerung
| Jahr                       | 1962 | 1968 | 1975 | 1982 | 1990 | 1999 | 2006 | 2016 |
| Einwohner                  | 297  | 276  | 254  | 236  | 233  | 254  | 280  | 367  |
| Quellen: Cassini und INSEE |      |      |      |      |      |      |      |      |

Mit 383 Einwohnern (1. Januar 2022) gehört Septfontaines zu den kleinen Gemeinden des Départements Doubs. Nachdem die Einwohnerzahl in der ersten Hälfte des 20. Jahrhunderts markant abgenommen hatte (1881 wurden noch 501 Personen gezählt), wird seit Beginn der 1990er Jahre wieder eine leichte Bevölkerungszunahme verzeichnet.

## Wirtschaft und Infrastruktur
Septfontaines war bis weit ins 20. Jahrhundert hinein ein vorwiegend durch die Landwirtschaft, insbesondere Milchwirtschaft und Viehzucht geprägtes Dorf. Daneben gibt es heute einige Betriebe des lokalen Kleingewerbes. Viele Erwerbstätige sind auch Wegpendler, die in den größeren Ortschaften der Umgebung ihrer Arbeit nachgehen. Septfontaines ist Standort einer Outdoorkartbahn.
Die Ortschaft liegt abseits der größeren Durchgangsstraßen an einer Departementsstraße, die von Levier nach Ouhans führt. Weitere Straßenverbindungen bestehen mit Chapelle-d’Huin und Chantrans.